# 13 (szám)

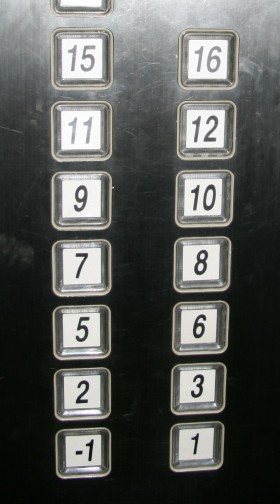
Mivel a 13-as számtól az emberek jelentős hányada tart, előfordul, hogy magas szállodákban kihagyják a 13. emeletet. Lift vezérlő tábla Sanghajban

A 13 (tizenhárom) (római számmal: XIII) a 12 és 14 között található természetes szám.

## A matematikában
A tízes számrendszerbeli 13-as a kettes számrendszerben 1101, a nyolcas számrendszerben 15, a tizenhatos számrendszerben D alakban írható fel.
A 13 páratlan szám, prímszám. Kanonikus alakban a 131 szorzattal, normálalakban az 1,3 · 101 szorzattal írható fel. Két osztója van a természetes számok halmazán, ezek növekvő sorrendben: 1 és 13.
Ikerprím, párja a 11. A legkisebb mírp. Fibonacci-prím. Boldog szám. A három ismert Wilson-prím egyike.
Mersenne-prímkitevő. Proth-prím, azaz k · 2ⁿ + 1 alakú prímszám. Másodfajú Szábit-prím.
Második típusú köbös prím.
A harmadik középpontos négyzetszám. Csillagprím. Középpontos ikozaéderszám.
A Sylvester-sorozat 4. sorszámú elemének egyik prímtényezője.
Két szám, a 27 és a 35 valódiosztó-összegeként áll elő.

## A tudományban
- A periódusos rendszer 13. eleme az alumínium.

## Vallásokban
- Az ókori Rómában úgy tartották, hogy a 13 a halál és a rombolás előjele.
- A skandináv mitológia szerint, ha egy asztalhoz 13 ember ül, az szerencsétlenséget hoz.
- A keresztények úgy tartják, hogy a péntek szerencsétlen nap, hiszen e napon feszítették keresztre Jézust.
- A 13-as szám pedig azért hoz balszerencsét, mert Jézus utolsó vacsorájánál ennyien (Jézus és a 12 apostol) ültek.
- Hamurappi törvénykönyvéből szintén hiányzik a 13-as pont – azaz a babona már a kereszténység előtt létezett.
- Más magyarázatok szerint a 13-as azért balszerencsés szám, mert egy évben ennyi telehold van.
- Mivel a 13-as számtól az emberek jelentős hányada tart, előfordul, hogy magas szállodákban kihagyják a 13. emeletet, vagy az utcában a 13-as számú házat.
- Érdekesség, hogy a Formula–1-ben sincs 13-as számú autó, és a repülőgépek többségén nincs 13-as sor vagy éppen szék.

## A mitológiában, mindennapi életben
A tizenhármat általában baljós számnak szokták tekinteni, amely szerencsétlenséget hoz. Egyesek még nagyobb bajnak tekintik, ha egy pénteki nap épp 13-ára esik.
Arész 13 hónapig volt egy rézhordóba zárva, és eközben nem volt háború a földön.
A Luca széke többszörösen kapcsolódik a 13-as számhoz: december 13-án kell kezdeni és 13 nap alatt kell befejezni a szék készítését.
Az amerikai egydollároson 13-szor jelenik meg a 13-as szám szimbóluma.
A hosszútucat vagy péktucat (baker's dozen) jelentése: 13.
Tizenháromváros egy 1902-ben Sárvárhoz csatolt község neve, Veszprém Dózsaváros nevű részének régi neve, Debrecen egyik városrésze, illetve több településen utcanév. Az elnevezések az elzálogosított szepesi városokra utalnak.

## Egyéb történelmi, kulturális vonatkozások
Luxemburgi Zsigmond magyar király tizenhárom szepesi várost zálogosított el Lengyelországnak 1412-ben.
Az aradi vértanúk tizenhárman voltak.
A nótában a Tiszán itató szegedi (másik változatban csetneki) csikós csikaja nyakában 13 csengő cseng.